# Orio Litta
Orio Litta is een gemeente in de Italiaanse provincie Lodi (regio Lombardije) en telt 1982 inwoners (31-12-2004). De oppervlakte bedraagt 9,9 km², de bevolkingsdichtheid is 212 inwoners per km².

## Demografie
Orio Litta telt ongeveer 759 huishoudens. Het aantal inwoners steeg in de periode 1991-2001 met 4,7% volgens cijfers uit de tienjaarlijkse volkstellingen van ISTAT.
| Jaar | Inwoneraantal |
| ---- | ------------- |
| 1991 | 1823          |
| 2001 | 1908          |

## Geografie
Orio Litta grenst aan de volgende gemeenten: Livraga, San Colombano al Lambro (MI), Ospedaletto Lodigiano, Senna Lodigiana, Chignolo Po (PV), Calendasco (PC) en Monticelli Pavese (PV).

## Externe link

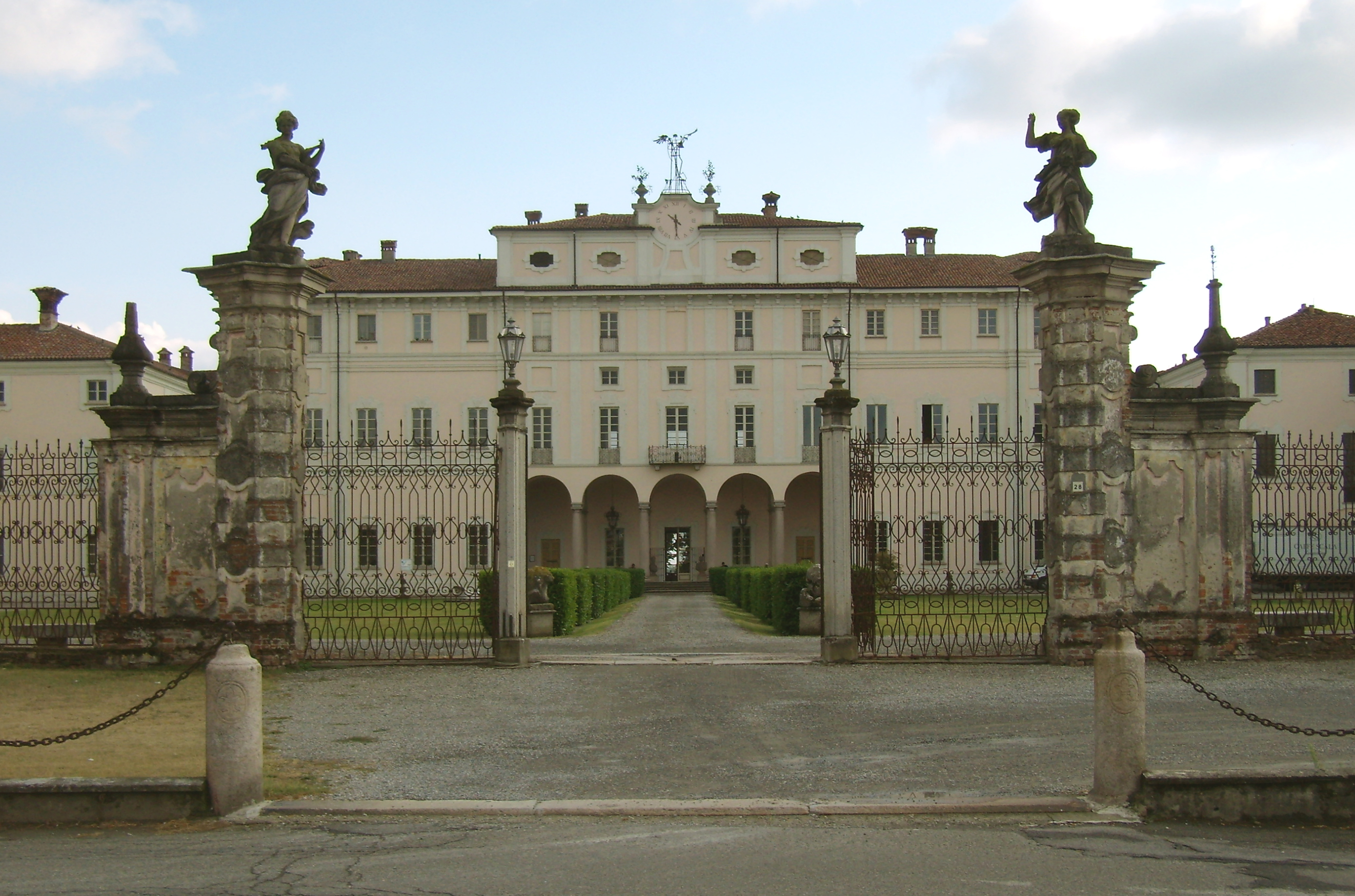
Paleis